# Maillas
Maillas település Franciaországban, Landes megyében. Lakosainak száma 128 fő (2022. január 1.). Maillas Captieux, Giscos, Bourriot-Bergonce, Losse és Allons községekkel határos.

## Népesség
A település népességének változása:
| Lakosok száma | 175  | 127  | 122  | 114  | 124  | 133  | 133  | 125  | 126  | 128  |
|               | 1968 | 1982 | 1990 | 2006 | 2013 | 2015 | 2017 | 2019 | 2020 | 2022 |